# UGC 4881
UGC 4881 = Arp 55 (VV 155) ist ein wechselwirkendes Galaxienpaar im Sternbild Luchs mit einer Winkelausdehnung von etwa einer Bogenminute und einer Entfernung von etwa 527 Millionen Lichtjahren.
Halton Arp gliederte seinen Katalog ungewöhnlicher Galaxien nach rein morphologischen Kriterien in Gruppen. Diese Galaxie gehört zu der Klasse Spiralgalaxien mit einem kleinen Begleiter hoher Flächenhelligkeit auf einem Arm (Arp-Katalog).